# Карлос де лос Кобос
Карлос де лос Кобос Мартінес (ісп. Carlos de los Cobos Martínez; нар. 10 грудня 1958, Матаморос, Мексика) — мексиканський футболіст та тренер, виступав на позиції півзахисника.

## Кар'єра гравця
Більшу частину своєї кар'єри провів у мексиканських клубах «Керетаро» та «Монтеррей». Представляв збірна Мексики на домашньому чемпіонаті світу з футболу 1986 року, на якому його хзбірна дійшла до 1/4 фіналу. У збірній виступав разом з Ектором Мігелем Селадою, Хав'єром Агірре, Альфредо Теною та Крістобалем Ортегою.

## Кар'єра тренера
Очолював «Америку», «Керетаро», «Селаю» та «Депортіво Ірапуато». Працював помічником головного тренера збірної Мексики Мануеля Лапуенте на чемпіонаті світу з футболу 1998 року, а також на Олімпійських іграх 1996 року. У 2002 році головний тренер збірної Мексики Рікардо Лавольпе призначив його тренером олімпійської збірної, який брав участь у Центральноамериканських і Карибських іграх 2002 року в Сан-Сальвадорі, а команда Мексики посіла друге місце після поразки у фіналі проти Сальвадора.
26 серпня 2006 року де лос Кобоса призначили тренером національної збірної Сальвадору з футболу. Першим великим турніром на тренерському містку збірної Сальвадора на Золотому Кубку КОНКАКАФ 2007 року. Сальвадор потрапив до групи з чинними переможцями Золотого кубку КОНКАКАФ США, Гватемалою, Тринідаду і Тобаго. Після двох поразок та 1 перемоги Сальвадор та Тринідад і Тобаго не змогли вийти у чвертьфінал.
У першому раунді кваліфікації чемпіонату світу 2010 року Сальвадор вибив Ангілью з рахунком 16:0 і пройшов до другого раунду, де за сумою двох матчів обіграв Панаму та вийшов у третій раунд. Потім йому вдалося вивести Сальвадор до Гексагоналу, що є останнім кваліфікаційним раундом для зони КОНКАКАФ. Востаннє Сальвадор проходив кваліфікацію до Гексагоналу в кваліфікації чемпіонату світу 1998 року. 14 грудня 2009 року де лос Кобос оголосив, що не продовжуватиме працювати головним тренером збірної Сальвадору після закінчення контракту. Він зазначив, що однією з причин не продовжити контракт є те, що фахівець втратив мотивацію продовжувати працювати в збірній.
8 січня 2010 року Карлос де лос Кобос став новим головним тренером «Чикаго Файр». Під керівництвом мексиканського тренера американський клуб вдруге у власній історії пропустив плей-оф в 2010 році та закріпився поблизу нижньої частини ліги з балансом матчів 1–4–6. 30 травня 2011 року де лос Кобоса звільнили та замінений на Френка Клопаса.

## Особисте життя
Дружина — Мейті, пара має двох дітей — Рафаеля та Пауліну.

## Досягнення

### Клубні
«Америка»
- Прімера Дивізіон Мексики
  -  Чемпіон (3): 1983/84, 1987/88, 1988/89
- Чемпіон чемпіонів
  -  Володар (1): 1988

### Збірні
- Срібний призер Ігор Центральної Америки та Карибського басейну: 1998, 2002